# Herb województwa małopolskiego

Herb województwa małopolskiego

Herb województwa małopolskiego – symbol województwa małopolskiego. Herb województwa małopolskiego to w polu czerwonym ukoronowany orzeł biały ze złotą przepaską zakończoną trójliściem przez skrzydła, takimże dziobem, językiem i szponami. Korona na głowie orła: gotycka, otwarta.
Herb został ustanowiony uchwałą sejmiku w dniu 24 maja 1999 r.
Autorami herbu są dr hab. Wojciech Drelicharz i dr hab. Zenon Piech z Zakładu Nauk Pomocniczych Historii UJ. Opracowanie plastyczne wykonała Barbara Widłak.
Herb ten nawiązuje do herbu województwa krakowskiego I Rzeczypospolitej, który powstał już za czasów Kazimierza III Wielkiego w XIV wieku. Stylizacja orła nawiązuje do formy renesansowej, kiedy zaczęto odróżniać herb województwa od państwowego.